# プラネット・ウィズ
『プラネット・ウィズ』は、J.C.STAFF制作による日本のテレビアニメ作品。2018年7月から9月までTOKYO MXほかにて放送された。本作は、漫画家・水上悟志が描き下ろした1074ページのネームを基にしているオリジナルアニメであり、水上悟志の初アニメ作品である。

## ストーリー
高校生の黒井宗矢は過去の記憶をなくし、気が付くと、ゴスロリ姿の黒井銀子と猫のような先生と暮らしていた。ある日、世界各地に正体不明の「ネビュラウェポン」があらわれ、7人のヒーロー「グランドパラディン」が変身して戦う。そして、なぜか宗矢は銀子に彼らと戦うよう指示される。彼らから力の源の小瓶を奪った宗矢は、自分が龍に滅ぼされたシリウスの民であったことを思い出し激しい怒りにかられる。
宇宙政府ネビュラは、龍の力でサイキックに目覚めた地球人に対し、封印派と穏健派に別れていた。穏健派の先生と銀子は宗矢にグランドパラディンの小瓶を回収させるが、やがて封印派の閣下と対立する。紆余曲折を経て和解した両派に、楽園の民から龍が復活するという情報がもたらされる。
5年後、月の裏で目覚めた龍は、宗矢と地球人とネビュラ連合軍によって亜空間に封じられるが、宗矢たちも閉じ込められてしまう。宗矢たちは、肉体の死を迎える龍の本体に、憎しみや正義を超えた愛と感謝の気持ちを伝える。ワープゲートでシリウスに戻った宗矢は荒野に一輪の花が咲いているのを見て、母星がまだ生きていたことに希望を抱く。

## 登場人物

### 主要人物
黒井 宗矢（くろい そうや）
声 - 阿部敦
本作の主人公。記憶喪失の少年。自身については、「交通事故で昏睡状態に陥っていて、意識が回復したものの両親は事故死している」と身元引受人となっていた銀子と先生が教えていた。肉が全く食べられない状況に不満あり。
しかし、二人に促されるままに撃破した虎居から「力の源」を奪ってそれを視認した際に、龍に故郷を滅ぼされ、兄を亡くした記憶が復活。龍の力に対する復讐心を漲らせ、全員の撃破を虎居に宣言する。しかし、グランドパラディンに対してはそうではなく、龍の力さえ回収できれば攻撃するようなことはしない。
当初は銀子と先生に兵隊にするために連れてこられたらしいと思い込んでいたが、龍に滅ぼされたシリウス星唯一の生き残りとして保護されていたことが判明する。
グランドパラディン崩壊後は地球のことは関係ない、と封印派についた鷹取、羊谷との戦闘を拒否するが、羊谷のサイキックによる集団意識喪失事件にのぞみ、先生、銀子が巻き込まれたことにより意識が変化、自分が守りたい人達を守るために戦うとし、無関係の他人のために命をかけ続けた先生を「本当の英雄」と呼ぶ。楽園の民の力を借りて意識を喪失したすべての人に檄を飛ばし、その8割を封印から救い出した。この件によって一部では「目覚めの使者」と呼ばれている。
5年後は大学生となる。柔道部に所属。のぞみとは順調に交際中。シリウス人は成長期の訪れが地球人より遅いらしく大学に入ってから大きく背が伸び、虎居の身長を追い越している。龍の復活に対応するため地球圏にやってきたネビュラの本隊に武官補佐として所属、龍に対する切り札と目されている。低ランクながらテレパスの才能もある。
高天原 のぞみ（たかまがはら のぞみ）
声 - 原田彩楓
本作のヒロイン。眼鏡っ娘にして宗矢のクラスの委員長。転校生である宗矢のことを気にかけている。オカルト研究会に所属。宗矢にスキがあったとはいえ、限られた情報から宗矢の状況をほとんど正確に看破してのけた才媛。避難、疎開のため学生が減り続ける学校に、教職員の両親とともに残り続け、宗矢の心の拠り所となっていく。
5年後は大学生となる。白石の催眠術が効かないなどの兆候はあったが、テレパスの才能が発覚。ネビュラの臨時テレパス部隊員となり、宗矢、鷹取とともに修行している。
先生（せんせい）
声 - 小山力也
二足歩行する人間サイズの猫のような存在。「うにゃ」としか喋らず、銀子の通訳が必要。その発言の短さに比して、結構な量を喋っている。ネビュラで唯一の武力を担当する着ぐるみ族の一人であり本名はラシャヴェラク。
宗矢と念力合体することで、グランドパラディンの念動巨神装光と戦闘を行う。昏倒した宗矢が見た夢の中では普通に喋っており、地球人の扱いをめぐって「閣下」と呼ばれる封印派の重鎮と激しく議論を交わした。「混沌の黒の穏健派」。リエル星を侵略するという罪を犯したシリウス人にも「愛の進化種族」になる可能性があることを証明するため、宗矢を保護した。
宗矢と念力合体することが可能であり、蛍光色のパーツを持つ猫のような意匠をもった小型の巨人になる。グランドパラディンからはネビュラソルジャーと呼ばれる。
念力合体のプロセスは、宗矢の背後に先生が立つ→大口を開けて先生が宗矢を丸のみにする→そのまま前転→片足をついている状態で変形、となっている。
他の念動巨神装光に比べると小型だが、その分小回りに優れる。手足を「ギガキャットハンマー」に変形させることができ、ネビュラウェポンとの戦闘後で消耗した念動巨神装光に直撃させられれば一撃で大破に持っていける。
念動巨神装光と違って自由な飛行はできないが、キャットドーピング「コスモマタンビZ（外見はワンカップ）」を摂取して強化形態に移行することで飛行が可能となる。また、この強化によって破損した腕の修復・武者鎧のような外装の追加・猫の爪のようなブレード・目にも止まらないほどの高速攻撃、といった恩恵が得られる一方、次の日には頭痛や吐き気といった症状の通称「二日酔い」に苛まれてしまう。ただし、ネビュラウェポンと竜造寺親子戦を連続でこなすなど、稼働時間には余裕がある様子。
猫型宇宙船とさらに合体することが可能でありその場合、銀子や先生も操縦に参加する。姿は鎧武者の様であり「ギガキャットハンマー」は「テラキャットハンマー」に強化される。
黒井 銀子（くろい ぎんこ）
声 - 井澤詩織
口元が猫のようになっているゴスロリ姿の女性。先生とともに、ネビュラの穏健派に所属している。ネビュラウェポンのデザインを絶賛している。先生の言葉を理解できるため、いつも先生の通訳をしている。
宗矢が見た夢によると元々はリエルという星で「姫」と呼ばれる存在で、シリウス人の侵略を受け窮地に陥った時先生に助けられた経緯を持ち、龍にシリウス星が滅ぼされたとき宗矢を保護した。また、リエル人は肉を食べるという風習がないため料理はいつも肉抜きのものばかりとなっている。

### グランドパラディン
虎居 英雄（とらい ひでお）
声 - 梅原裕一郎
グランドパラディンのサイキッカーの一人。消防士だったが、ネビュラに対抗するために辞職した。グランドパラディンの中で最も高い実力の持ち主だったが、真っ先に撃破されてしまう。ただし、それ以降もグランドパラディンに所属している。
中学生の時に母親を火事で亡くしており、それがきっかけで消防士を志した。ネビュラウェポンの内部で消防士として母親を救い出す幻影を見せられる。その際に囁かれた言葉は「お前を許す」。
宗矢の戦いを地球人の立場から見守り続け、後に封印派に転向した鷹取の言葉から龍のかけら無しでの念力装甲展開に成功。地球を護るため鷹取、羊谷との戦闘に身を投じる。
5年後、国家安全管理局特別防衛科課長、兼ネビュラ臨時武官となる。地球のサイキックのリーダー格、宗矢にとっても兄貴分として、戦争に不慣れなネビュラ陣営を引っ張る。
因幡 美羽（いなば みう）
声 - 大和田仁美
グランドパラディンのサイキッカーの一人。柔道少女。ただし、晴海にはおよばなかった模様。ネビュラウェポンの内部で晴海との試合で勝利する幻影を見せられる。その際に囁かれた言葉は「弱くてもいいんだよ」。封印派との決戦に際しては熊代とともに戦線に復帰、虎居と三人で羊谷に挑むが一蹴されている。
5年後、ネビュラ臨時武官となる。国家安全管理局には復帰せず、一般の企業に就職している。同じ大学に入ってきた宗矢を強引に柔道部に勧誘、熊代とともにシゴキにシゴキあげ、宗矢からは苦手意識を持たれている。
熊代 晴海（くましろ はるみ）
声 - 渕上舞
グランドパラディンのサイキッカーの一人。美羽と同じく柔道少女。お姫様みたいな彼女のようになりたいと感じる。ネビュラウェポンの内部で王子の姿をした美羽とお姫様の姿で出会う幻影を見せられる。その際に囁かれた言葉は「誰もあなたを恐れていないよ」。
親しかった美羽がやられたことでネビュラソルジャーに強い敵意を抱くようになる。両腕を破壊されるまで追い込まれた上に美羽の前で負けるわけにはいかないという一念によりサイキックが暴走し始め、破壊された両腕をはじめとして念動巨神装光が龍の姿へと変容してしまう。完全暴走状態になって敵味方無差別に攻撃をし始め、街への誤爆までする始末となる。目的の一致により協力体制となったネビュラソルジャーとグランドパラディンの抵抗を受け、銀子の協力を受けた美羽の説得によってようやく停止した。なお、この隙に力の源は銀子に取られた。後にネビュラウェポンの侵攻の様子を美羽とテレビで見ており、精神面にも異常はないようである。
5年後、ネビュラ臨時武官となる。国家安全管理局には復帰せず、一般の企業に就職しており、因幡と二人で行動。部活の後輩の宗矢に対してだけは妙にガラが悪いと言われている。
根津屋 正義（ねずや ジャッジメント）
声 - 菅原慎介
グランドパラディンのサイキッカーの一人。宗矢の学校のオカルト研究会のOBで卒業後もしばしば部室に顔を出す。OBなのに常時学ランでいるのは「コスプレ」。オカ研内で得意分野は魔術系。常に文庫本を逆さに持っていたり、動きの合間にいちいちポーズを決めたりしているが、周囲からは「絶妙に格好悪い」と思われている。ただし、本人は一切気にする素振りがない。実家は町の酒屋で、今後コンビニエンスストアに業種転換予定。
宗矢にとってのぞみ以外で初めて自分を友と呼んだ地球人。晴海とともに赤ん坊のネビュラウェポンに突入するが、晴海がコアを破壊したあと、生身のまま空中に放り出されてしまう。どうやらやり直したい過去というものは特になかったらしく、ハーレム展開や宝くじ当選、血のつながらない巨乳の姉などの非常に都合のいい妄想じみた夢を見せられ、あえなく屈した。力の源がどうなったかは不明。
その後、毒の抜けきった表情で宗矢と再会、「何かが死んでしまった」と評される。妹が怖がるので街を離れる、と言っていたが、なぜか両親も正義と同様の何かが死んだ目をしていた。後に復活し、念力装甲で決戦の地へ駆けつけるが、引っ越してしまっていたため距離が遠く間に合わず。しかし閣下に対し息子の仇と特攻を仕掛けた岳蔵を救出した。ろくに戦闘に参加していないことを気にしているのか、自分からネタにしている様子が見られる。
5年後、ネビュラ臨時武官となる。肩書は「家事手伝わない」。ネビュラからの報酬は不明だが、それ以外はニート同然の生活をしていると思われる。ノリは相変わらずでネビュラの女性をナンパしていた。
鷹取 紅華（たかとり べにか）
声 - 石上静香
グランドパラディンのサイキッカーの一人。柔道黒帯。元警察官。敵に対して詳しすぎる白石や竜造寺に不信感を抱き始めている。熊代暴走の後、ネビュラソルジャーとネビュラに関する情報交換をしたらしく、司令官である竜造寺の目的が世界征服であることが発覚したことで力の源を返却して袂を分かつ。その後は虎居とともにネビュラとの戦いを見ていた。
返却した力の源は一時調査機関の手に渡っていたが、「突如現れたゴスロリ」によって回収された。
グランドパラディン壊滅後は羊谷と共に、地球人がシリウス人のようにならないようにするためネビュラの封印派に付く。警察時代、憧れていた先輩が銃を持った少年によって殉職したことで、力そのものに対する強い嫌悪感を持っている。
地球の封印をかけネビュラソルジャーとの決戦を望むが、その場に現れたのは虎居。真っ直ぐで強大なサイキックを持つ虎居に破れ、生身で封印装置にさらされたため、意識喪失に陥ってしまう。
5年後、国家安全管理局特別防衛科課、兼ネビュラ臨時武官となる。テレパスの才能も認められたためのぞみとともに修行中。
羊谷 葉介（ひつじたに ようすけ）
声 - 興津和幸
グランドパラディンのサイキッカーの一人。鷹取とはお互い名前で呼び合う仲で、周囲からは「行動派の鷹取の腰巾着で自分がない」と思われているが、鷹取がグランドパラディンを抜けたあとも、岳蔵を一人で戦わせられない、とグランドパラディンに残る。しかし心はすでに離れている、と岳蔵には分析されている。
グランドパラディンに残っていた理由の一つは岳蔵が敗れた時に空中でキャッチするためであり、岳蔵が敗れてその役割を果たした後は自ら宗矢に小瓶を渡している。
グランドパラディン壊滅後は鷹取とともにネビュラの封印派につく。鷹取とは幼馴染で、鷹取が憧れ続けた先輩の弟。その当時から鷹取が世界そのものと同一になるほど焦がれ続けた。鷹取が敗北し封印されたことで地球全体を封印できるほどの深い絶望を得、単独で虎居、熊代、因幡を一蹴、ネビュラウェポンと合体することで宗矢を除く地球上の全てを封印し、後に集団意識喪失事件と呼ばれる大封印を引き起こす。しかし宗矢によって封印が無効化されたことに動揺、宇宙船と合体した宗矢との戦闘に敗北。生身で投げ出されたところを、同様に封印を無効化されていた鷹取によって救われる。
5年後、国家安全管理局特別防衛科課、兼ネビュラ臨時武官となる。まめに岳蔵の墓参りに通っている。亡き兄に似た雰囲気を持つ虎居が鷹取と接触することに、複雑な感情を抱いている模様。
竜造寺 岳蔵（りゅうぞうじ たけぞう）
声 - 清川元夢
グランドパラディンのサイキッカーの一人。課長、竜造寺隆の実父。息子から大金をせびっては一晩で使ってしまったり、白石秘書にセクハラを繰り返すなど、控えめに言っても狒々ジジイ。肉が好きなようで、ステーキハウスで3万円も使ったりしている。
亀と象のネビュラウェポンに、肉、酒、女性と豪遊する幻、また亡き妻栄子の幻を見せられるが、いずれも強い精神力で克服。その際に囁かれた言葉は「何も悔いることはない」。隆自身に人望がないせいで、グランドパラディンの構成員が次々といなくなっていくが、自分だけでも息子の傍に居てあげようという親心により、たった1人でネビュラソルジャーに立ち向かう。
老人であるからなのか、他のメンツとは違って外見は名前とは関係なさそうな土偶のような外見。それまでは他の6人同様に素手で活動していたが、ネビュラソルジャーとの戦いでは本当の能力を発揮して刀を再構築。すさまじい気迫とともに刃を掲げてネビュラソルジャーを迎え撃つ。そして一騎打ちの末に敗北し、息子である隆のことを託した。閣下と先生の最終決戦に際し、連絡はうけていたが他の6人と違い立会はせず、息子の仇と定めた白石と閣下に、絶好のタイミングで渾身の一太刀を浴びせる。
5年後までに龍との決戦を待たずして他界する。死因は正月でもないのに餅を食って喉につまらせたとのこと。
竜造寺 隆（りゅうぞうじ たかし）
声 - 乃村健次
国民安全管理局特殊防衛課長。グランドパラディンの司令官。自らもサイキッカーで念動巨神装光をまとって戦い、宗矢とネビュラソルジャーを圧倒した。ネビュラウェポン、ネビュラソルジャーなどSFじみた呼称は彼のセンスに拠る。柔道黒帯。瞳がネコ科や爬虫類のように縦長になっている。
その目的は、念動巨神装光を使っての世界征服。鷹取に問い詰められたときは臆面もなく肯定しており、一切迷いがない様子。
彼は赤子のころ、空から隕石が降ってきたクレーターの中から竜造寺夫妻が見つけ、そのまま養子として引き取ったという話を岳蔵が葉介にした。話が終わった後、嘘だと言っているが、隆自身に何らかの秘密がありそうで真相は不明。
昔は兵蔵曰く優しい子供だったらしいが、今は己が正義のために自身の超武力で地球を統一しようとしていた。実際その戦闘力はグランドパラディンでも群を抜いており、腕から強力なビームを放つことができる。
あくまでネビュラを侵略者として捉えており、閣下が町を巻き込まないように戦うのを不可解に感じるも、結局は平和を強いる彼らのやり方を傲慢と断じる。閣下と決戦をしていたものの途中で宗矢の元へ転送させられ戦闘を行うが最終的に念動巨神装光が解かれる。それでも右腕を部分変化させて生身で戦うが、下駄を手に持ったパンチを食らってダウン。岳蔵からの伝言を聞いた後は、身体が限界に来てたのか灰になり消滅した。閣下曰く、そのサイキックの波長は龍のものとあり得ないほど一致していたらしい。
白石 こがね（しらいし こがね）
声 - 後藤沙緒里
竜造寺隆の秘書役。後方から念動巨神装光の部隊指揮も担当する。謎の敵であるはずのネビュラに詳しすぎる、宗矢が夢で見た穏健派と封印派の論戦の中に登場するなど謎が多く、味方の鷹取から疑われ始めている。また、姓名が銀子とは逆の色になっている。
その正体はネビュラ封印派の一員で、グランドパラディンの面々には催眠術をかけていたらしい。先生に対する銀子のような立場で閣下に仕える。正体を表す際、一瞬にしてスーツからネビュラの戦闘服に早変わりしており、裏切りにも一切動じなかった竜造寺もその点にだけは突っ込んでいた。銀子同様閣下の言葉を翻訳している。
実は、ネビュラ封印派は暴力ではないという体裁のために白石を通じてネビュラの情報を流していただけで、竜造寺の素性や龍の力の出所までは関知していなかった。
閣下（かっか）
声 - 若本規夫
昏倒した宗矢の夢に登場した、ネビュラの封印派のトップであり、本名はカレルレン。宗矢の故郷、シリウスを滅ぼした「龍」の力を使い始めた地球人から戦う力をすべて取り上げ地球に封印すべしと考えており、穏健派の先生とは対立している。ただし、何だかんだでお互いのことを理解はしている。「潔癖の白の封印派」として正体を表した白石とともに竜造寺の前に現れ、白石と念力合体して新たなネビュラソルジャーとなる。
白石の通訳なしでも普通に会話でき竜造寺と激闘を演じるが最終的に宗矢に押し付けた。これに関して、先生は「あいつならそういうことをするだろう」、閣下は「あいつなら勝てる」と思っていた。竜造寺の放つサイキックの波長が龍のものと同一であることに困惑しており、その際に龍の末路が語られた。
シリウス軍によるリエル侵略を止められなかったこと、さらにシリウス星が龍に滅ぼされたことを引きずっていたようであり、その悲劇を繰り返させないために地球を封印しようとしていた。
また、上記の通り白石と念力合体が可能であり、合体シーケンスは宗矢と先生の場合と同様で、宗矢側は黒を主体とした色に対し此方は白を主体とした巨人となる。大きさ自体も同程度でありグランドパラディン側に比べて小型。両腕に狼状のエネルギーを纏わせた「ウプーアウトバイト」。
宗矢側と同様、ワンカップ型のアイテムでドーピングが可能であり白い騎士のような姿で、狼状のエネルギーから砲撃を放つ「ウプーアウトファング」と、両腕のクロ―「フェンリルファング」が武装で、犬型宇宙船と合体することでパイルバンカーの「グランステラブレイカー」が使用可能。

### その他
オカルト研究会部長 / 岡 博子（おか ひろこ）
声 - 井上ほの花
高校でのぞみが所属するオカルト研究会の部長。UMAが好き。第11話で名前が判明した。
楽園の民（らくえんの民）
声 - 松風雅也
ネビュラの設立にも関わった古い種族で、肉体を捨て去りさらなる高次へと登った存在。
亡き兄の姿で現れるため宗矢からは嫌われていたが、その目的が同じ種族だったアズラバラクラを救うためであると知り意識を改められる。

## 登場兵器
ネビュラウェポン
ネビュラの封印派がけしかけている兵器。動物の置物に手足などの人体のパーツが生えて平和やSmileといった文字（微妙に間違っている）が入っている、上下逆さのまま空中を歩く赤ん坊の群れ、亀と象の上に乗せられたご飯山盛りの茶わん、と異様なデザインとなっている。ネビュラ側の呼称は「封印装置」。
世界各国に同時出現し、海上を浮遊して移動する。並みの兵器は一切効果がなく、ミサイルはまるでぬいぐるみのように変質して綿をまき散らして消滅した。
全身から小型の分身を射出して攻撃してくる。さらに、光を放つことで相手にとって幸せな（おそらくは叶うことがなかった）幻影を見せて戦意喪失させる。
接近には念動巨神装光で分身を潜り抜けて接近する必要がある。体のどこかに弱点があり、そこから内部に突入してコアを破壊することで消滅させることができる。ただし、ここでも幸せな幻影を見せられるため、あえてそれを踏み越えて破壊しなければならない。失敗した場合、戦意を喪失し眠りに落ちる。なお、その人物にとって大事な人物が登場する場合があるが、あくまでその人物像に沿った発言をして心を優しく折りにかかるだけで、決して無理に引き留めたり罵倒させたりなど能動的に止めようとはしない。
この精神介入を受けた場合、肉体的ダメージは一切ないが、希望や欲望といった心の原動力たる「火」が吹き消され、非常に「大人」な気質へと変容してしまう。
ネビュラソルジャー
宗矢と先生が念力合体することで形成される巨人。宗矢の意のままに操縦できる。ネビュラソルジャーとはグランドパラディン側の呼称であり、正式名称は不明。また閣下と白石も念力合体して巨人に変化できる。
解説は登場人物の「先生」と「閣下」の項目も参照。
念動巨神装光（ねんどうきょしんそうこう）
グランドパラディンのサイキッカーが用いる兵器。星の砂のようなものが入った小瓶に力をこめることで変身できる。最強である虎居がこの小瓶を奪われた後、新しいものが支給されなかったことから予備や交換の余地はないようである。
頭部をはじめとするデザインは各サイキッカーの名前に入っている動物をモチーフとしている。また、サイズは個体によってまちまち。現状武器を持っている個体が竜造寺親子以外に存在せず、攻撃力ではネビュラソルジャーに劣る。しかし、サイキッカーの攻撃衝動が高まりすぎると龍に酷似した形態へと変容し、攻撃力に加え再生能力までも格段に上昇する。その際、サイキッカーは龍に意識を取り込まれ、敵とみなした者を殲滅するために破壊を撒き散らす暴走状態となる。
龍
かつてシリウスを滅ぼした力。呼称の通り、外見は西洋竜に似ている。ネビュラ由来であり正義感に駆られてシリウス星系の武闘派を滅ぼす。しかし、その際に戦闘とは無関係な一般人やその他の生物もまとめて消し飛ばした行為を悪と見なされ、ネビュラの擁する最強の感応能力者1000人と77の封印装置の力で時空追放刑に処され、死んだとされていた。
念動巨神装光軌道に使用される力の源は、この龍によってもたらされたものらしい。
その正体は肉体を捨てることを拒否した楽園の民。100年前、高次元の存在になるため肉体を捨てるという種族の決定を拒否し、念動装光を重ねて巨大な龍の姿となった。

## 用語
ネビュラ
地球外の存在。地球の進化を見守っているが、力を発展させることに関しては問題視している。これに対するアプローチとして、「封印派」と「穏健派」の存在が語られている。
封印派は地球人がこれ以上進化しないように地球に封印することを目的としている。植物に例えると、我欲を雑草のように見立てての「根絶」。
穏健派はあくまで地球人から力だけ奪い、見守りを再開することを目的としている。植物に例えると、我欲を植木のように見立てての「剪定」。
グランドパラディン
国民安全管理局特殊防衛課。ネビュラに対抗するための組織。なぜか敵勢力の名前が「ネビュラ」であると知っている。司令官を含め8人のサイキッカーを擁し、念動巨神装光で海上浮遊巨大兵器ネビュラウェポンの排除を行っている。なお、メンバーは念動巨神装光を起動させずとも空を飛行することは可能。

## スタッフ
- 原作 - 水上悟志、BNARTS、JC[1]
- 監督 - 鈴木洋平[1]
- シリーズ構成・ネーム（脚本原案）・キャラクター原案・ネビュラウェポンデザイン - 水上悟志[1]
- アニメーションキャラクターデザイン - 岩倉和憲[1]
- サブキャラクターデザイン - 古木舞[2]
- ネビュラメインマシンデザイン - いづなよしつね[1]
- 念動装光デザイン - 上津康義[1]
- プロップデザイン - 磯本つよし[1]
- 美術監督・美術設定 - 奥村泰浩[2]
- 色彩設計 - 石田美由紀[2]
- 撮影監督 - 大河内喜夫[2]
- CG監督 - 平岡正浩[2]
- 編集 - 近藤勇二[2]
- 音響監督 - 岩浪美和[1]
- 音楽 - 田中公平[1]
- 音楽制作 - ランティス[2]
- 音楽プロデューサー - 関根陽一
- プロデュース - 湯川淳、松倉友二
- プロデューサー - 杉本敏和、京谷知美、大和田智之、阿部倫久、金庭こず恵、林俊安、石垣毅
- アニメーション制作プロデューサー - 鈴木薫
- アニメーション制作 - J.C.STAFF[1]
- 製作 - バンダイナムコアーツ、博報堂DYミュージック&ピクチャーズ、ジェー・シー・スタッフ、BS11、メディコス・エンタテインメント、ムービック、キュー・テック

## 主題歌
「One Unit」
Minamiが作詞・作曲・歌唱するオープニングテーマ。編曲は齋藤真也。
「Rainbow Planet」
渕上舞によるエンディングテーマ。作詞は坂井龍二、作曲は本多友紀、編曲は酒井拓也。

## 各話リスト
| 話数 | サブタイトル                 | コンテ            | アクション・CGパートコンテ | 演出              | 作画監督                                                | 総作画監督                 |
| --- | ---------------------------- | ----------------- | -------------------------- | ----------------- | ------------------------------------------------------- | -------------------------- |
| 第1話 | 光、七閃                     | 鈴木洋平          | -                          | 鈴木洋平          | 岩倉和憲 長谷川眞也                                     | 岩倉和憲                   |
| 記憶喪失の高校生黒井宗矢は、銀子、先生と暮らしていた。ある日世界各地に着ぐるみのような兵器があらわれる。日本では7人の戦士がロボットに変身してこれを破壊。銀子は彼らと戦うよう宗矢に指示。宗矢は先生と合体して戦いを終えた虎居英雄を襲撃。銀子は虎居から「力の源」を奪う。力の源を手にした宗矢は過去の記憶が蘇り、全員倒すと宣言する。                  |                              |                   |                            |                   |                                                         |                            |
| 第2話 | ネビュラソルジャー           | 中津環 鈴木洋平   | 橘秀樹                     | 野上良之          | 伊東葉子 小渕陽介 中西愛 森七奈 上田みねこ 玩拓         | 岩倉和憲 大木良一 野田康行 |
| グランドパラディンは兵器をネビュラウェポン、宗矢たちをネビュラソルジャーと名付け警戒する。再びあらわれたネビュラウェポンにグランドパラディンの6人が立ち向かう。銀子は宗矢に穏健派と封印派の対立を説明する。宗矢は因幡美羽から力の源を奪うが、グランドパラディンたちに囲まれる。                                                                        |                              |                   |                            |                   |                                                         |                            |
| 第3話 | 復讐者・1                    | 鈴木洋平          | 橘秀樹                     | 森義博            | 山内則康 梶浦紳一郎 猿渡聖加 糸島雅彦                   | 冨岡寛                     |
| 宗矢は先生の猫型宇宙船で難を逃れる。翌日、久しぶりに登校した宗矢は、高天原に誘われオカルト研究会に入部。OBの根津屋正義と知り合う。その夜、あらわれたネビュラウェポンに熊代晴海と根津屋が飛び込む。熊代はネビュラを撃破するが、変身の解けた根津屋が落下する。                                                                                           |                              |                   |                            |                   |                                                         |                            |
| 第4話 | 復讐者・2                    | 佐山聖子          | 橘秀樹 木本茂樹            | 佐藤和磨 三好正人 | 伊東葉子 坂本哲也 佐野はるか 芝田千紗 藤部生馬 中西愛   | 野田康行                   |
| 根津屋は救出されるが、熊代はネビュラソルジャーに戦いを挑む。激戦の末、熊代は「龍」に姿を変え暴走をはじめる。グランドパラディンはネビュラソルジャーと共闘し熊代の救出に成功。因幡は熊代の力の源を銀子に譲る。鷹取紅華は竜造寺隆所長に不信感を持ち、力の源を返上する。                                                                                   |                              |                   |                            |                   |                                                         |                            |
| 第5話 | パラディンブレイク・1        | 鈴木洋平 佐山聖子 | -                          | 村田尚樹          | 冷水由紀絵 袴田裕二 谷口繁則 金正男 毛応星 玩拓         | 冨岡寛 野田康行            |
| 根津屋はオカ研に引っ越しの挨拶に来たが以前よりおとなしくなっていた。またあらわれたネビュラウェポンに羊谷葉介と竜造寺岳蔵の二人が戦うが苦戦する。宗矢と先生はネビュラウェポンを倒すが、直後岳蔵に戦いを挑まれる。白石こがねは竜造寺所長にネビュラ封印派の一員であることを明かし、閣下と変身する。                                                       |                              |                   |                            |                   |                                                         |                            |
| 第6話 | パラディンブレイク・2        | 鈴木洋平          | 橘秀樹                     | 野上良之          | 長谷川眞也 伊東葉子 森七奈 小渕陽介 中西愛 上田みねこ   | 岩倉和憲 冨岡寛            |
| 宗矢に敗れた岳蔵と羊谷は力の源を渡す。歪んだ正義感で戦う竜造寺隆は龍に変身する。宗矢たちは激闘の末に龍を倒す。隆は宗矢に殴られ砂になって消える。 |                              |                   |                            |                   |                                                         |                            |
| 第7話 | シリウス                     | 結城真吾          | 橘秀樹                     | 森義博            | 山内則康 梶浦紳一郎 猿渡聖加 糸島雅彦                   | 岩倉和憲 古木舞            |
| 銀子と先生の過去。リエル星人の銀子は、シリウス人の侵略から救ってくれた先生に帯同し、正義感で暴走した龍に全滅させられたシリウスで宗矢を保護する。龍はネビュラ史上初の死刑となった。帰宅途中の宗矢の前に兄の姿をした「楽園の民」があらわれる。宗矢はサイキックに目覚めていた。さらに白石、鷹取、羊谷が封印派として穏健派の宗矢たちと戦うことを宣言する。 |                              |                   |                            |                   |                                                         |                            |
| 第8話 | 力、己にこそ宿る             | 鈴木洋平          | -                          | 藏本穂高          | 都築裕佳子 小野和美 小松沙奈 山本雅章 角谷知美 大木良一 | 大木良一                   |
| 閣下は鷹取から封印派についた理由を聞き、封印装置一体を預ける。さっそく海上にあらわれた鷹取。だが宗矢は復讐は終わったと戦いを拒否。そこへ虎居がサイキックで変身し鷹取を撃破。再びあらわれた楽園の民は龍がまだ生きていること、目覚めたときは宗矢に戦ってほしいと告げる。                                                                                 |                              |                   |                            |                   |                                                         |                            |
| 第9話 | 目覚めの使者                 | 橋本敏一          | -                          | 橋本敏一          | 伊東葉子 芝田千紗 佐野はるか 坂本哲也                   | 古木舞 冨岡寛              |
| 羊谷は最後の封印装置で地球を封印し、人々は眠りにつく。宗矢は楽園の民の助けで人間の無意識に呼びかけ、封印を解き地球人を目覚めさせる。虎居、因幡、熊代に宗矢たち穏健派も加わり、羊谷を撃破する。 |                              |                   |                            |                   |                                                         |                            |
| 第10話 | カレルレンとラシャヴェラク   | 二瓶雄一          | 橘秀樹                     | 野上良之          | 長谷川眞也 冷水由紀絵 上田みねこ 藤部生馬 森七奈 中西愛 | 長谷川眞也                 |
| 一週間後、虎居たちの見守る中、太平洋沖の無人島で封印派と穏健派の対決が行われる。変身した岳蔵の助太刀もあり、封印派はカレルレンの持つ超小型封印機を破壊して勝利する。宗矢は楽園の民の言葉を皆に伝える。それは月の裏で眠っている龍が4-5年後目覚めること、龍を一緒に倒してほしいというものだった。                                                        |                              |                   |                            |                   |                                                         |                            |
| 第11話 | 龍（アズラバラクラ）         | 倉川英楊          | 橘秀樹 結城真吾            | 森義博            | 山内則康 梶浦紳一郎 猿渡聖加                            | 岩倉和憲 古木舞            |
| 5年後、宗矢たちはやがて目覚める龍のため対策を練っていた。龍・アズラバラクは眠りから覚め、暴れだそうとするが、虎居たちのサイキックに阻まれる。楽園の民は愛と許しを説き、帰ろうと呼びかける。 |                              |                   |                            |                   |                                                         |                            |
| 第12話 | 見ろ、宇宙は祝福に満ちている | 鈴木洋平          | 橘秀樹                     | 鈴木洋平          | 伊東葉子 小渕陽介 芝田千紗 高橋みか                     | 岩倉和憲 古木舞            |
| ネビュラ部隊は龍を亜空間に押し込み封じることに成功するが、宗矢・先生・銀子が一緒に閉じ込められてしまう。3人は龍の中に飛び込み、龍の本体と対面。宗矢と銀子は感謝を、先生は愛と祝福を伝える。肉体を捨てた龍は楽園の民の仲間となる。宗矢たちはワープゲートでシリウスに移動。荒れた大地に一輪の花を見つけた宗矢はまだ星が生きていたことに感激する。        |                              |                   |                            |                   |                                                         |                            |

## 放送局
| 放送期間                | 放送時間                     | 放送局   | 対象地域   | 備考                           |
| ----------------------- | ---------------------------- | -------- | ---------- | ------------------------------ |
| 2018年7月8日 - 9月23日  | 日曜 22:30 - 23:00           | TOKYO MX | 東京都     |                                |
| 2018年7月11日 - 9月26日 | 水曜 0:00 - 0:30（火曜深夜） | BS11     | 日本全域   | 製作局 / BS放送 / 『ANIME+』枠 |
|                         | 水曜 3:30 - 4:00（火曜深夜） | 毎日放送 | 近畿広域圏 | 『アニメ特区』第3部            |
| 2018年7月13日 - 9月28日 | 金曜 22:00 - 22:30           | AT-X     | 日本全域   | CS放送 / リピート放送あり      |

| 配信開始日    | 配信時間        | 配信サイト |
| ------------- | --------------- | --- |
| 2018年7月13日 | 金曜 12:00 更新 | Amazonビデオ GYAO!ストア J:COMオンデマンド TSUTAYA TV DMM.com ニコニコ動画 HAPPY!動画 バンダイチャンネル ひかりTV ビデオパス ビデオマーケット PlayStation Video milplus ムービーフル Rakuten TV あにてれ アニメ放題 |
| 2020年2月24日 | 月曜 12:00 更新 | dアニメストア Hulu U-NEXT |

## BD
| 巻   | 発売日         | 収録話         | 規格品番  |
| ---- | -------------- | -------------- | --------- |
| BOX1 | 2018年11月22日 | 第1話 - 第6話  | BCXA-1400 |
| BOX2 | 2018年12月21日 | 第7話 - 第12話 | BCXA-1401 |

## 漫画
水上本人が手がける漫画がヤングキングアワーズ（少年画報社）2018年6月号から2022年9月号まで連載された。
- 水上悟志『プラネット・ウィズ』少年画報社〈ヤングキングコミックス〉、全8巻
  1. 2018年7月30日発売、ISBN 978-4-7859-6253-1
  2. 2018年11月30日発売、ISBN 978-4-7859-6343-9
  3. 2019年7月30日発売、ISBN 978-4-7859-6485-6
  4. 2020年2月29日発売、ISBN 978-4-7859-6618-8
  5. 2020年9月30日発売、ISBN 978-4-7859-6765-9
  6. 2021年4月30日発売、ISBN 978-4-7859-6904-2
  7. 2022年1月31日発売、ISBN 978-4-7859-7076-5
  8. 2022年8月30日発売、ISBN 978-4-7859-7217-2

## 小説
みかみてれんによる小説がKADOKAWAより発売された。
- 上巻 2018年12月21日発売、ISBN 978-4-04-065366-2
- 下巻 2018年12月21日発売、ISBN 978-4-04-065367-9